# I grandi miti greci a fumetti
I grandi miti greci a fumetti è una collana di fumetti ideata da Luciano De Crescenzo uscita nel 1995, distribuita dagli editori De Agostini e Arnoldo Mondadori, composta da 24 piccoli libri, ciascuno dei quali contenente un mito e nella confezione una VHS con il commento di De Crescenzo. I disegni sono opera di autori della Scuola romana dei fumetti.
In ogni storia lo scrittore napoletano è intento a chiacchierare con degli interlocutori e da ciò scaturisce l'idea del mito che De Crescenzo vuole raccontare.

## I volumi

### Il mito di Orfeo

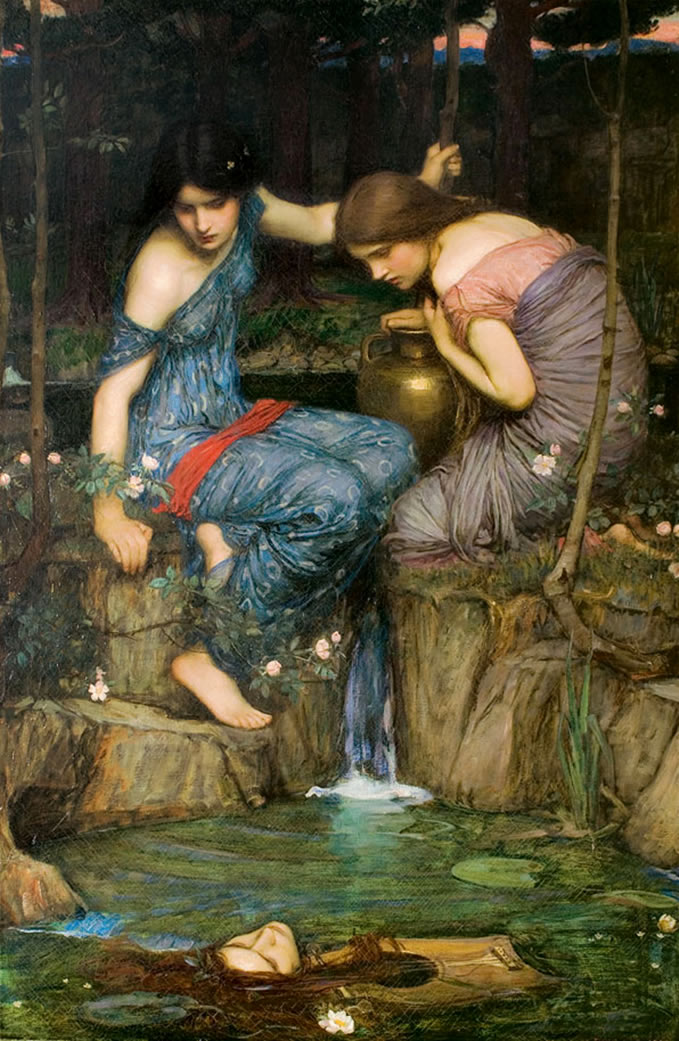
Alcune ninfe ritrovano galleggiante la testa di Orfeo, dipinto di John William Waterhouse

Orfeo è un giovane e bel ragazzo che ha l'arte di incantare qualsiasi cosa, perfino senza vita come le pietre o le montagne, con la dolce musica della sua lira.
Egli è famoso in tutta la Grecia e presto le pretendenti non tarderanno a farsi avanti per sposarlo. Ma Orfeo tra le tante fanciulle sceglie la soave e mite Euridice che però muore subito dopo le nozze a causa del morso velenoso di un serpente. L'anima della sventurata vola nell'Oltretomba, la casa dell'oscuro Ade e Orfeo è disperato. Tuttavia decide di scendere negli Inferi per riprendersi la sua amata sposa e con il suo canto riesce ad addolcire sia il nocchiero Caronte che il cane a tre teste Cerbero, il guardiano dell'inferno messo da Ade.
Quando Orfeo si presenta da Ade e la sposa Persefone, i due sovrani rimangono stupiti e abbagliati dalle doti del mortale e così il dio decide di premiare il cantore restituendogli l'anima della sposa a patto che questi le si rivolga solo dopo usciti dagli oscuri meandri dell'Oltretomba. Orfeo obbedisce e il fantasma di Euridice lo segue, ma la tentazione è troppo forte e lo sposo si gira per vedere un'ultima volta la sua cara amata. Senza più voglia di vivere Orfeo si aggira disperato per le vie della sua città, rifiutando la mano di qualunque ragazza, allora le donne infuriate decidono di tendergli un agguato e di ucciderlo, per poi decapitarlo.

### Il mito di Narciso

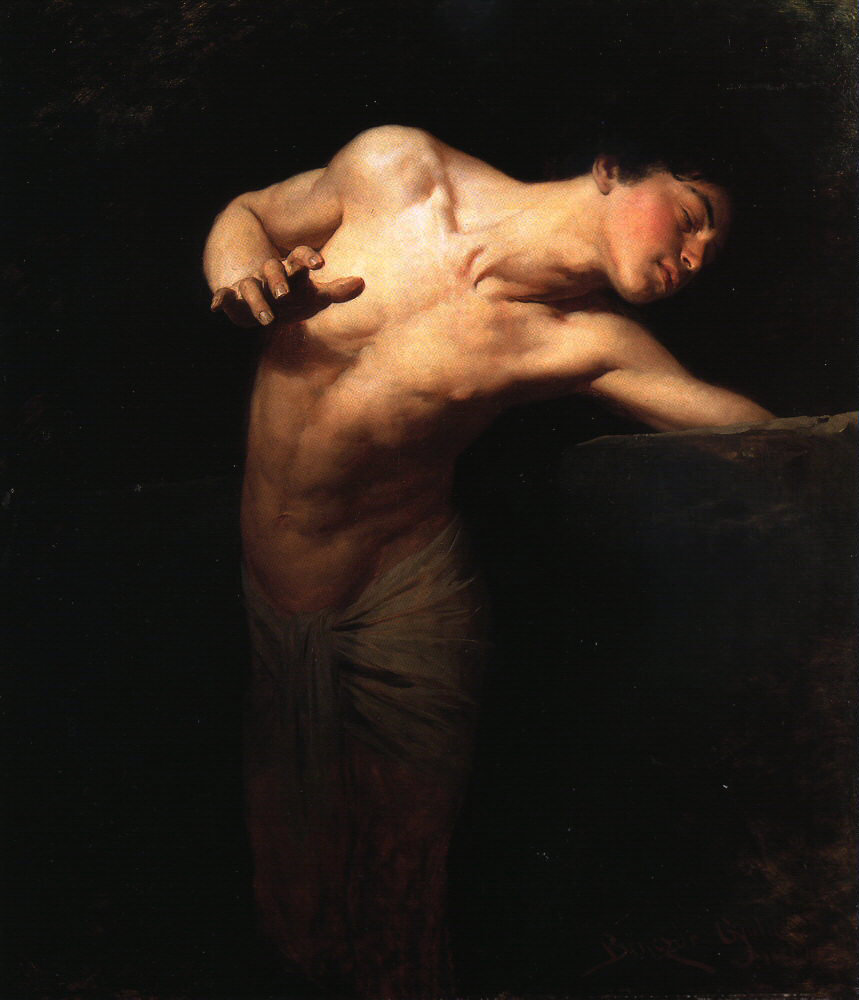
Narciso si vede riflesso nello stagno

Narciso è un giovane di straordinaria bellezza nato da una ninfa e dal fiume Cefiso. La madre, essendo ancora egli un infante, interrogò l'indovino Tiresia, chiedendogli quanto avrebbe vissuto il ragazzo e l'uomo ripose che sarebbe vissuto fino a quando non si sarebbe visto in volto. La ninfa fa di tutto per impedirlo, ma il ragazzo, essendo anche scorbutico e amante solo delle sue prodezze, un giorno si scontra prima con la dea Eco e poi si vede riflesso in uno specchio d'acqua. Subito Narciso s'innamora del suo ritratto alla follia. Essendo il suo amore condannato ed impossibile da realizzare, Narciso si trafigge disperato.

#### La favola di Amore e Psiche

Amore e Psiche di Antonio Canova, Museo del Louvre

La dea Venere scatena violenze su una città greca per la bellezza straordinaria di una fanciulla di nome Psiche. I cittadini allora decidono di sacrificarla per ingraziarsi la divinità ma di notte, mentre la ragazza aspetta la sua sorte piangente su un'altura, scende dal cielo il dio Amore (ovvero "Eros") per salvarla, innamorato della sua immacolata bellezza. Questi porta la ragazza nel suo splendido palazzo d'oro e passa intere notti d'amore intenso con Psiche, raccomandandole però di non guardarlo mai in faccia altrimenti lei sarebbe tornata alle sue misere condizioni.
Psiche promette ciò al suo amante, ma una sera, vinta dalla curiosità si avvicina con una candela al volto di Amore e inavvertitamente fa cadere una goccia di cera fusa sulla sua spalla. Il dio si sveglia e vola via per sempre. Psiche ora è veramente nei guai perché ritorna magicamente sulla Terra e per di più scopre che le sue sorelle stanno tramando contro di lei per andare a letto con Amore. Solo un aiuto divino può salvare Psiche e alla fine sarà proprio Venere, la dea che tanto voleva vederla morta, ad aiutarla, facendole superare quattro dure prove per riavere per sé il suo Amore.

### Il Simposio

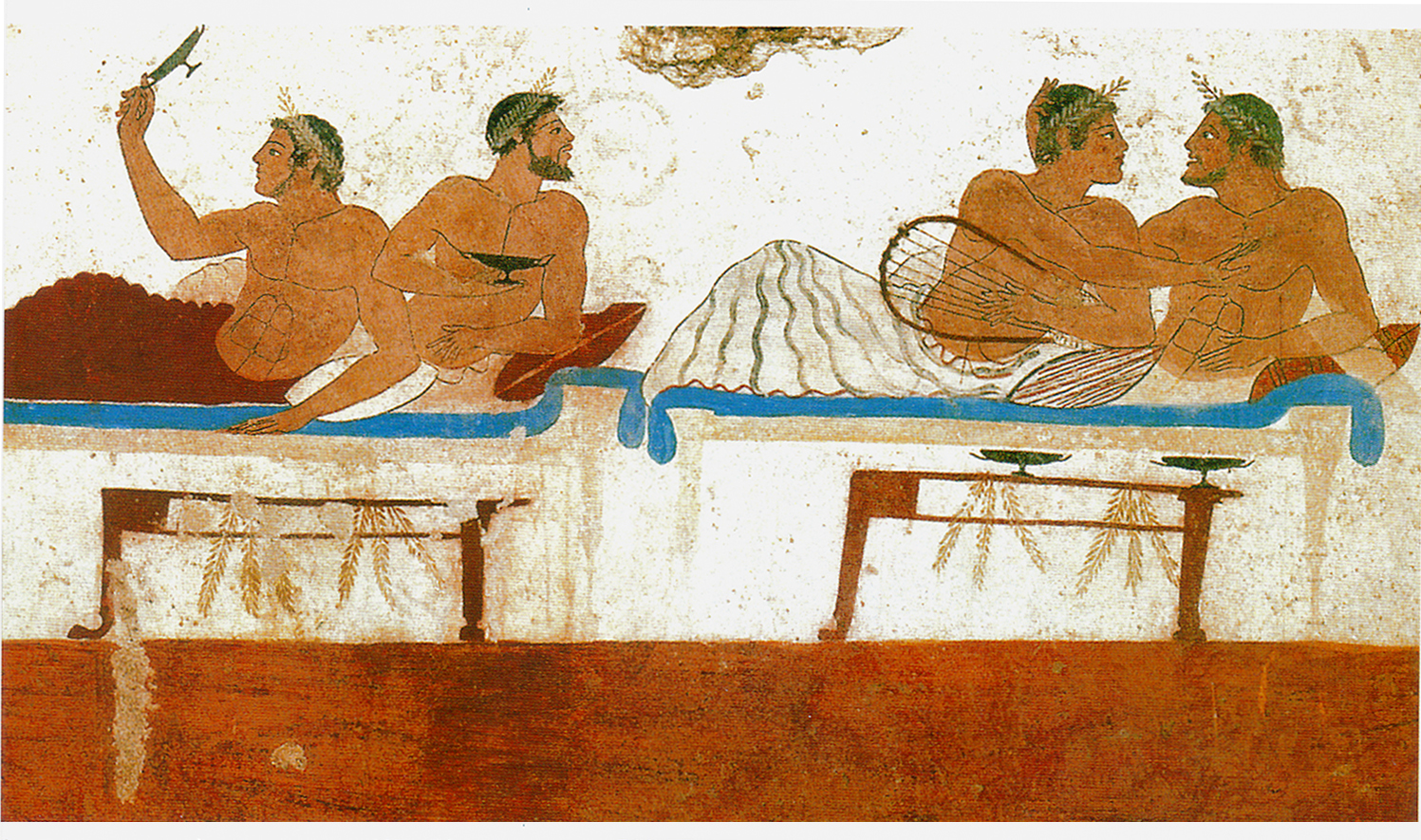
Fanciulli (sia erastès, amanti, che eromenoi, amati) banchettano ad un simposio (affresco trovato in un sarcofago di una colonia greca in Italia)

Nel volume appare Luciano De Crescenzo che si appresta a tornare nel suo appartamento. Nel salone quando egli entra in casa pare che ci sia stata un'orgia selvaggia e lo stesso De Crescenzo è alquanto stupito. Rovistando tra i rifiuti e le cianfrusaglie, lo scrittore scorge il Simposio di Platone sotto una scarpa rossa; così decide di raccontare brevemente il dialogo filosofico. Nel dialogo Socrate partecipa a un banchetto serale (appunto il simposio) condotto dal poeta Agatone. Gli invitati oltre al filosofo sono Fedro, Eurissimaco, Aristofane, Pausania, Aristodemo (che racconta poi la vicenda all'amico Apollodoro) e infine l'imbucato Alcibiade.
Nel simposio greco si osservavano severe regole: bisognava lavarsi le mani, mangiare in abbondanza, risciacquarsi le mani, bere a sazietà vino mischiato a miele e poi conversare con gli amici. Nella sala erano ammessi solo uomini (le donne dovevano dormire nel gineceo) che, se volevano, potevano giacere nel triclinio di un loro compagno. A quei tempi nel V secolo e nel IV secolo a.C. l'omosessualità in Grecia era tutt'altro che condannata, anzi era proprio ben accetta e ritenuta virtuosa; infatti veniva praticata da molti giovani. Una coppia omosessuale era composta da un erastes, cioè uno che ama, ovvero un adulto e di un eromenos, un giovanotto tra i tredici e i diciassette anni. Il rapporto amoroso tra i due serviva non per vivere nella lussuria e nel gozzoviglio, ma per scambiarsi reciprocamente puri sentimenti e sapienza, l'uno conoscendo a fondo l'altro.
Tornando al dialogo, Socrate giunge solo verso la fine del banchetto, dato che durante il viaggio si era fermato a meditare e gli amici, dopo aver mangiato e bevuto, decidono di parlare dell'Amore (Eros). Eurissimaco propone l'argomento e Fedro inizia a esprimere i suoi pareri. Per lui l'Amore è il più antico di tutti gli Dei, come dice Esiodo e che ogni cosa che è bella, ed è amata, equivale al bene. Il secondo a parlare è Pausania, egli afferma che esistono due tipi di Amore, collegati alla dea Afrodite. In base all'etica di comportamento di un amante e di un amato si stabilisce il genere di dea. Esiste Afrodite Urania, simbolo del sentimento, e Afrodite Pandemia, rappresentante della lussuria e dell'amore volgare. Il terzo a prendere la parola è Eurissimaco, perché Aristofane ha la tosse; secondo lui esistono vari tipi di amore, il più benefico e speciale è quello collegato alla medicina e alla salute, essendo Eurissimaco un medico.
Ma Aristofane lo interrompe per dire la sua: in un tempo remoto sulla terra esistevano esseri detti "Androgini" possedenti quattro braccia, quattro gambe, due teste, quattro occhi eccetera, molto superbi e sfrontati. Per questo Zeus li ha puniti dividendoli in due. Dalla spaccatura sono nati gli uomini e le donne e insieme a loro il desiderio d'amore di unirsi l'uno con l'altra. L'ultimo a parlare è Socrate: secondo lui Amore è il risultato dell'unione amorosa degli dei Espediente e Povertà, il primo furbo e imbroglione, l'altra misera e malconcia. Quindi Amore sarebbe un dio povero e imbroglione che andrebbe insidiando le menti dei giovani e delle ragazze e compiendo tutti i mali possibili.
Dopo una contestazione da parte degli invitati nella sala fa irruzione Alcibiade ubriaco chiedendo di unirsi al simposio. Questi si va a sedere nel triclinio di Agatone, frapponendosi fra lui e Socrate, il suo amante e si mette a discorrere con gli altri. Poi, provato dal desiderio di amore e rispetto per il compagno, comincia a esprimere i suoi pensieri riguardo al filosofo. Alcibiade si era innamorato di Socrate sin da quando lo aveva sentito usare per la prima volta la sua "dialettica" e ha tentato tutto pur di essere ricambiato da lui, riuscendoci alla fine, ma in parte.

### Apollo e Dafne

Apollo e Dafne, di Giovanni Battista Tiepolo

La fidanzata di Apollo per eccellenza era Dafne, una ninfa che però non ricambiava il suo amore. Sebbene Apollo la inseguiva nei boschi manifestandole le intenzioni più miti e pacifiche, lei correva sempre invocando l'aiuto degli dei affinché la salvassero. Così accadde che Dafne fu tramutata in albero coi rami d'alloro: materiale col quale venivano incoronati i grandi poeti classici.

### La creazione del mondo
Per De Crescenzo nella mitologia greca ci sarebbero tre diverse fasi e storie sulla nascita degli Dei:
1. Il mito pelasgico
2. Il mito orfico
3. Il mito olimpico

#### Il mito Pelasgico
In principio nel mondo vi era il Caos, in seguito dal suo vortice è uscita la prima dea: Eurinome, bellissima nel fisico e grande danzatrice. Infatti ella, volteggiando sopra la superficie marina, creò un vortice: Borea che si trasformò poi in Ofione un serpente marino che possedette Eurinome, facendole partorire l'Uovo Universale dal quale nacquero la Terra, il Sole, la Luna e il cielo. Urano, padre di Crono e nonno di Zeus.

#### Il mito orfico
Qui i padroni del mondo primordiale erano la Notte e le Ali Nere, genitori di Eros, uscito dall'Uovo Universale. Questi, rispetto al dolce fanciullo dio che conosciamo era orribile a vedersi: un essere umano con ali dorate e quattro teste. Una di bue, una di leone, una di serpente e l'ultima di caprone. Anche Eros amava le Ali Nere e con lei passò tante notti di amplessi amorosi, generando infine Urano che li spodestò.

#### Il mito olimpico

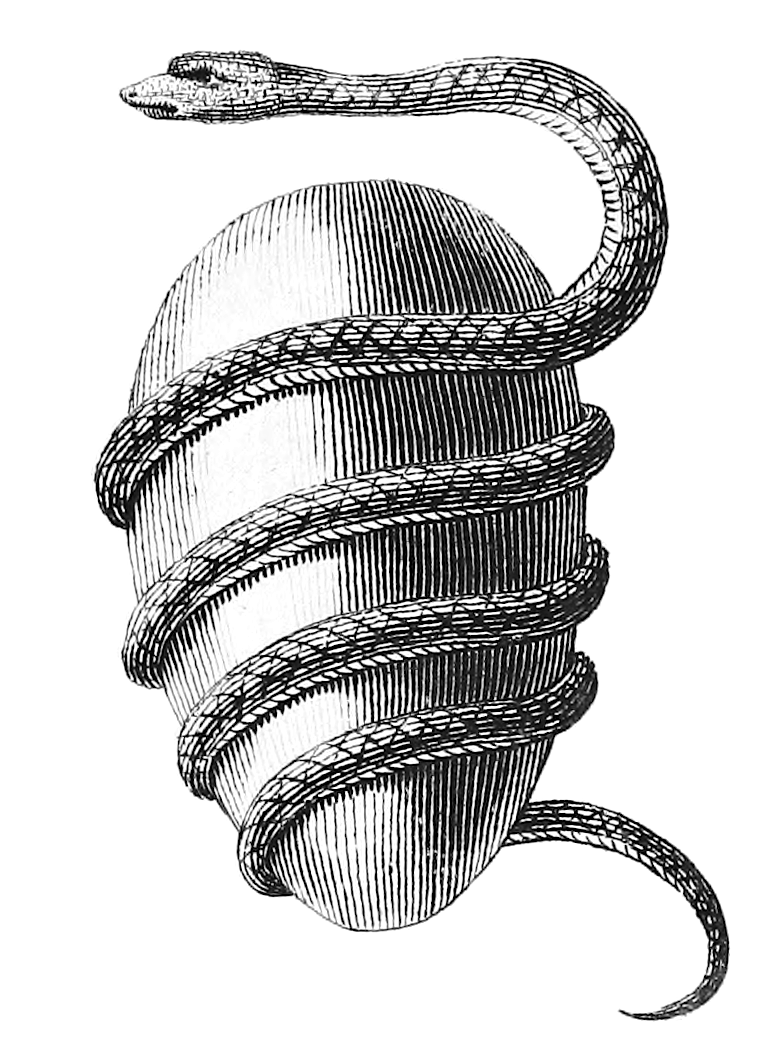
L'Uovo Orfico di Jacob Bryant (1774)

Dal Caos nacque la Madre Terra (Gea) che partorì Urano. Questi, sebbene suo figlio, l'amava alla follia e dalla loro unione sono nati i giganti Centimani, i Ciclopi e i Titani, tutti confinati appena nati da Urano nel Tartaro per paura di essere deposto. Tuttavia Gea per vendicarsi affidò all'ultimo nato: Crono il compito di togliere di mezzo il padre mediante l'evirazione. Dalle gocce di sangue nacquero le Erinni e il membro si tramutò nella dea Afrodite. Con il regno di Crono ci furono cinque età diverse, prima di arrivare a quella che noi oggi conosciamo: quella dell'uomo. Ci furono l'Età dell'Oro, l'Età dell'Argento, l'Età del Bronzo, l'Età degli Eroi e per ultima quella già citata.

### La guerra dei Giganti

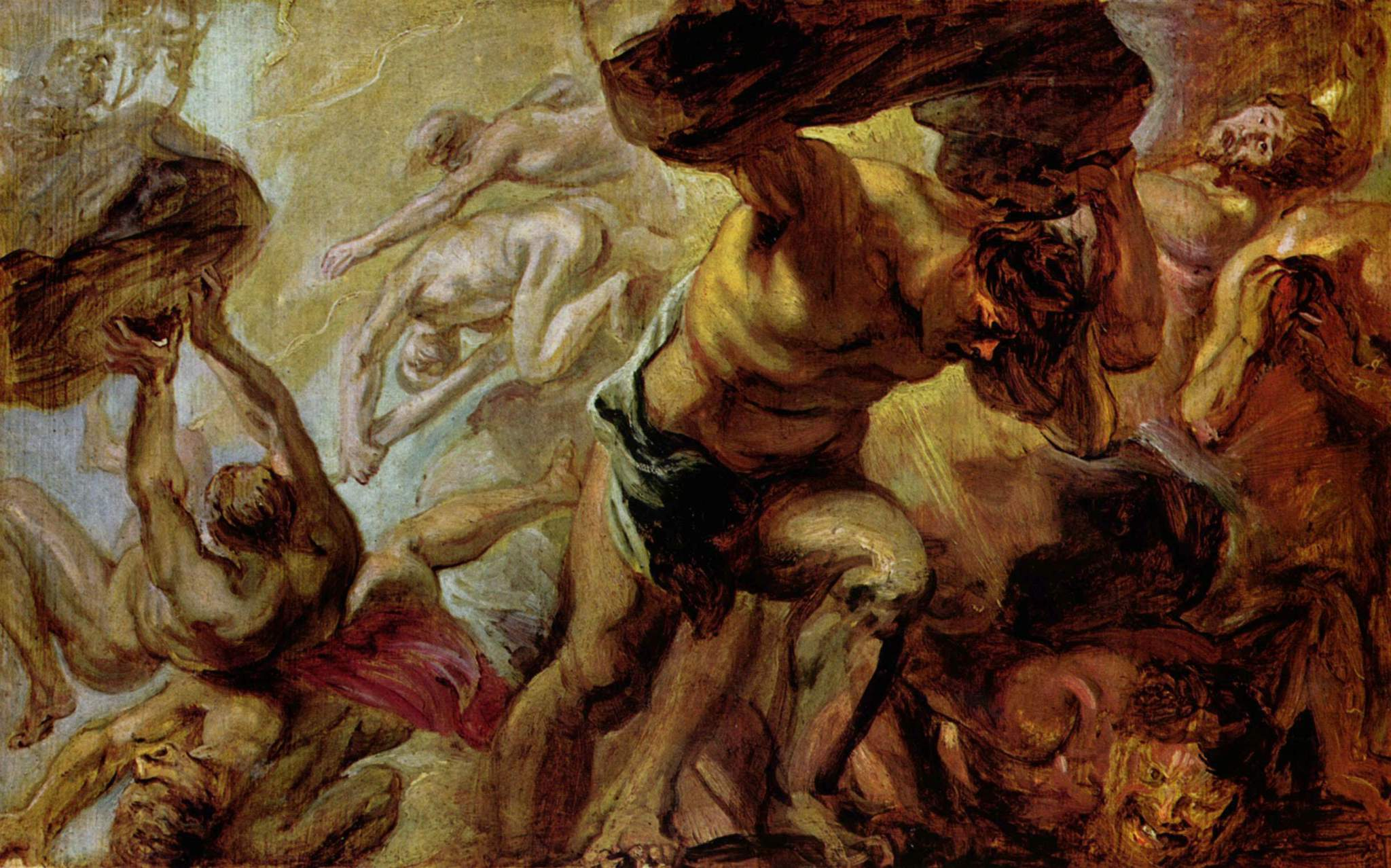
La caduta dei Titani di Peter Paul Rubens

Crono è il padrone del Cielo e facendo l'amore con la sposa Rea, dà alla luce gli dei più famosi: Zeus, Demetra, Ade, Era (futura moglie di Zeus) e Poseidone. Ma il timore di essere deposto serpeggiava anche nell'animo di Crono che se li mangiò tutti appena nati, tranne Zeus, nascosto dalla madre con una pietra. Divenuto grande e capace di combattere, il dio giunse sull'Olimpo costringendo il padre a vomitare fuori tutti i suoi fratelli e sorelle, per poi mandarlo in esilio. Ciò scatena una tremenda battaglia tra gli dei (e i loro figli tra i quali Apollo ed Eracle) contro i giganti Centimani e i Titani, usciti fuori dal Tartaro. I vari scontri sono cruentissimi e vinti tutti da Zeus e la sua schiera.
Rimane solo un ultimo mostro da sconfiggere: Tifone. Questi è il frutto degli abominevoli pensieri di Gea la quale lo ha concepito proprio dalla sua testa, (come Zeus con la figlia Atena) creandolo grande quanto la Terra con draghi e serpenti fuoriuscenti dal suo corpo. All'inizio della battaglia Zeus ha a peggio e viene privato dei tendini delle braccia e della gambe, quindi rinchiuso in una torre. Tuttavia dopo molti anni un eroe di nome Cadmo giunge da quelle parti e pensa di salvare il Padre degli Dei con la sua arte della musica, facendo addormentare Tifone, per poi rubargli i tendini nascosti. Allora Zeus, appena riacquistate le forze riempie il mostro di fulmini, terremoti, temporali e saette, facendogli precipitare addosso un enorme masso che poi si trasformerà nel Monte Etna.

### Gli Dei dell'Olimpo
Nel volume De Crescenzo analizza l'aspetto, il carattere, i pregi e i difetti dei dodici principali dei dell'Olimpo. Questi sono Zeus, Era, Apollo, Atena, Ade, Poseidone, Efesto, Dioniso, Afrodite, Ermes, Demetra e Ares.

### Efesto

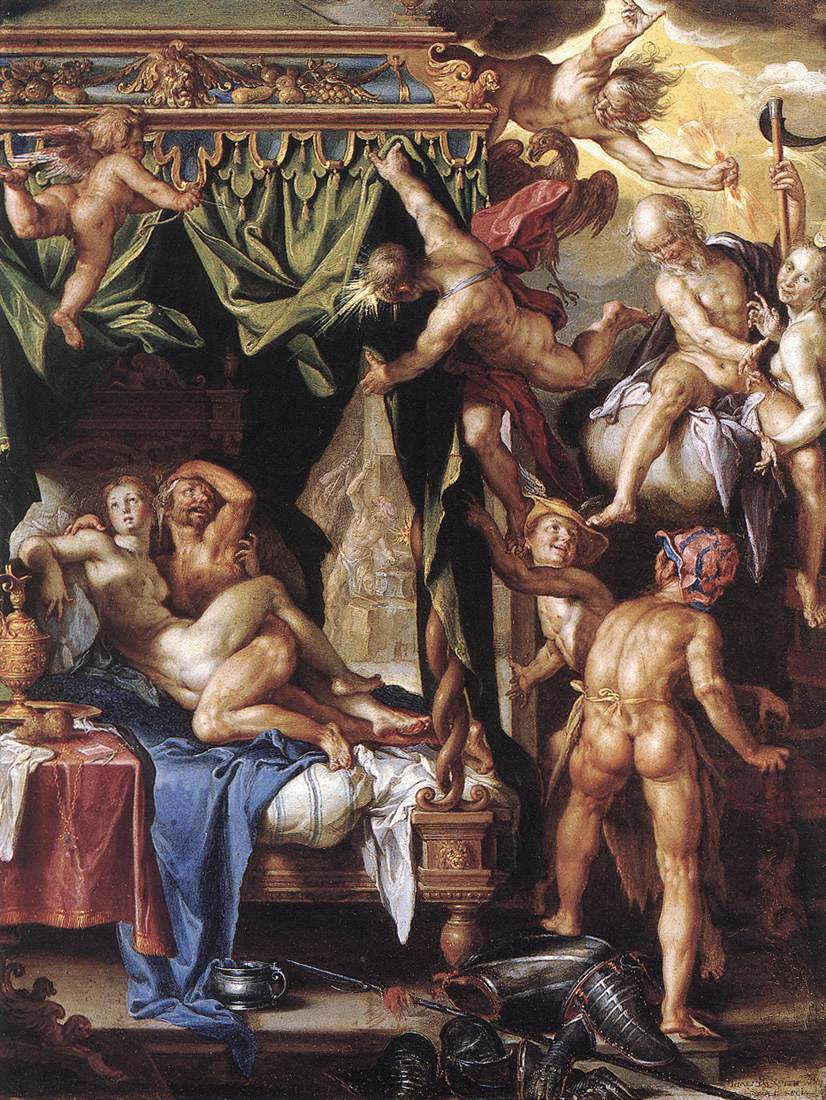
Ares e Afrodite sorpresi dagli Dei, convocati da Efesto - Joachim Wtewael - XVII secolo - olio su rame

Efesto è il più brutto di tutti gli Dei e anche il più sfortunato. Si pensi che già da piccolo, venendo alla luce deforme da Era, fu scaraventato giù dall'Olimpo nell'isola di Lemno, rompendosi una gamba. Tuttavia fu allevato dagli abitanti con amore e scoprì la passione per la lavorazione del ferro, divenendo così il fabbro più famoso del mondo. Al che la notizia stupì molto la madre Era che lo aveva ripudiato e così lo richiamò a sé per costruirle un trono più sontuoso di quello vecchio. Efesto compì l'opera, ma appena la dea vi si sedette, delle maniglie d'oro intrappolarono la dea e solo con un capriccio del giovane Era fu liberata dai lacci. Infatti Efesto essendo molto brutto voleva almeno una sposa bella e così scelse Afrodite, la più bella di tutte le dee.
Ma ciò scatenò l'ilarità di tutti gli dei e anche una girandola di tradimenti da parte di lei con Ares il dio più forte di tutti. Tra questi episodi vi uno caratterizzante: un giorno il dio Elio (il Sole) compiendo il giro del mondo, si accorge che Afrodite sta entrando nella camera di Ares e corre a dirlo ad Efesto. All'inizio il dio non gli crede ma poi, per sospetto, ordina alle sue serve meccaniche di costruirgli nella fucina una rete d'oro invisibile da piazzare nel letto dei due spasimanti. Ciò avviene e Ares ed Afrodite cadono nel tranello, rimanendo intrappolati nella tela indistruttibile. Allora Efesto chiama a testimoni tutti gli dei maschi che, al posto di parteggiare per il dio, lo prendono in giro tra le risate, commentando scherzosamente l'evento.

### Il pomo della discordia
Nell'Olimpo tutti gli dei, sia buoni che cattivi, hanno una loro occupazione e dignità, tranne Eris, la famosa dea della discordia. Lei non è mai presa in considerazione dagli altri perché ritenuta portatrice di sventure, sebbene non l'abbia mai fatto. Infatti la colpa è di un malvagio informatore che va da tutte le divinità a raccontare frottole ai danni di Eris che, un giorno decide di farla finita. Così, dato che di lì a poco si sarebbero celebrate le nozze della dea Teti e del mortale Peleo (padre di Achille), la dea decide di creare finalmente discordia nell'Olimpo, infatti crea una mela d'oro con scritto "alla più bella" e lo fa rotolare proprio nel momento in cui Zeus, gli sposi e tutti gli altri stanno brindando alla cerimonia. Da questo fatto nascerà un litigio tra le dee, che porterà all'inizio della famosa contesa tra achei e troiani.

### Il giudizio di Paride

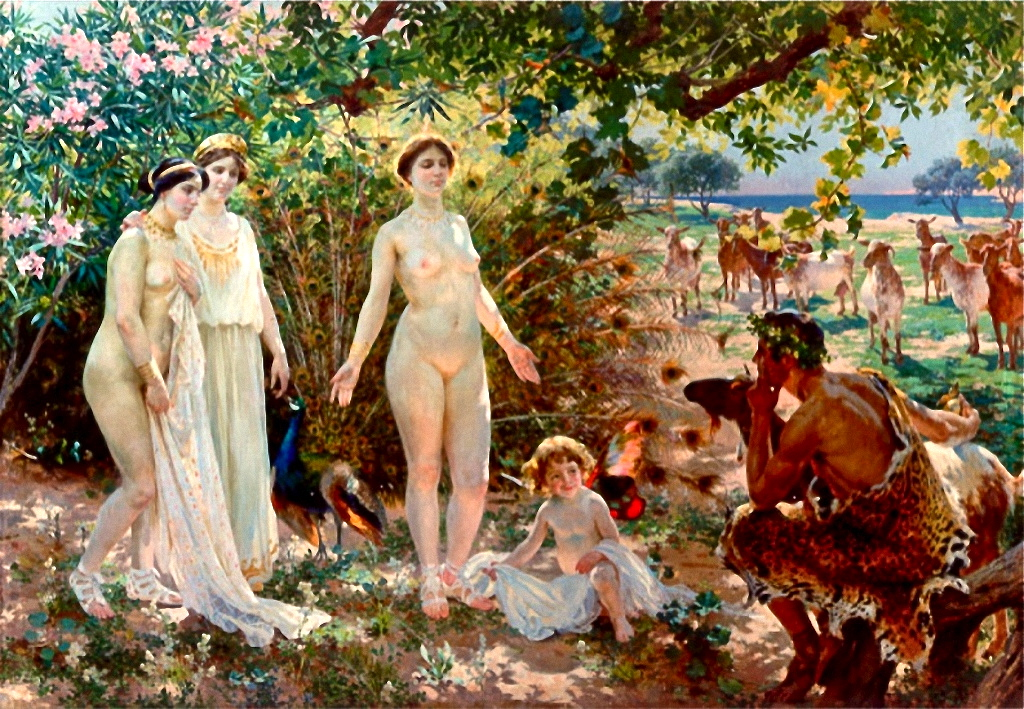
Il giudizio di Paride, dipinto di Enrique Simonet (1904)

Il nobile Paride, un tempo povero contadino abbandonato dal re Priamo per un triste presagio della folle figlia Cassandra, viene convocato in una pianura della sua casupola rustica da tre dee: Era, Atena e Afrodite. Le donne, reduci da una furiosa lite per chi era la più bella, hanno stabilito che il giovane pastore Paride debba decidere il verdetto e per questo fanno di tutto per convincere l'uno a scegliere l'altra. Si mostrano nude, si manifestano con splendidi abiti, gli promettono doni infiniti e immensi, ma Paride è irremovibile fino a quando Afrodite gli promette la mano di Elena, la bellissima sposa di Menelao, re di Sparta. Paride è entusiasta della proposta e consegna il pomo alla dea, mentre Era e Atena meditano la vendetta contro Troia.

### Il mito di Protesilao e Laodamia
Qualche giorno prima della guerra di Troia il giovane Protesilao s'innamora perdutamente dell bella Laodamia, figlia di un nobile sovrano acheo che ha prestato giuramento sull'onore di Elena, se fosse stata rapita. Accade che il giovane principe troiano Paride, giunto con un'ambasceria a Sparta, s'invaghisce della moglie di Menelao e se la porta a Troia. Tutti i capi achei si preparano per la spedizione contro i nemici, sebbene il padre di Laodamia protesti. Tuttavia il re decide di ordire un astuto complotto e manda l'ignaro Protesilao assieme ai guerrieri, promettendogli la mano della sua amata.
Il giovane parte ma, a causa della dea Afrodite (altri dicono per colpa di Ulisse), Protesilao scende per primo sul suolo nemico e viene trafitto da una lancia di Ettore.
La notizia vola fino in Grecia all'orecchio di Laodamia che scoppia in pianto e prega gli Dei affinché gli concedano un'ultima notte d'amore con il suo Protesilao. Gli dei commossi accettano la richiesta di Laodamia e fanno resuscitare per una sola notte Protesilao. Giunti gli amanti in camera, Laodamia chiede al suo amore di posare per lei, affinché possa fabbricare con la cera una statua simile a lui, per poterlo abbracciare piangendo ogni notte. Protesilao accetta a malincuore e così ogni notte la povera Laodamia si stringe alla statua sospirando e gemendo. Il padre la scorge dal buco della serratura e ordina che la statua venga bruciata in un calderone. Quando la scultura di cera viene gettata, anche Laodamia si butta tra le fiamme.

### Achille e Polissena

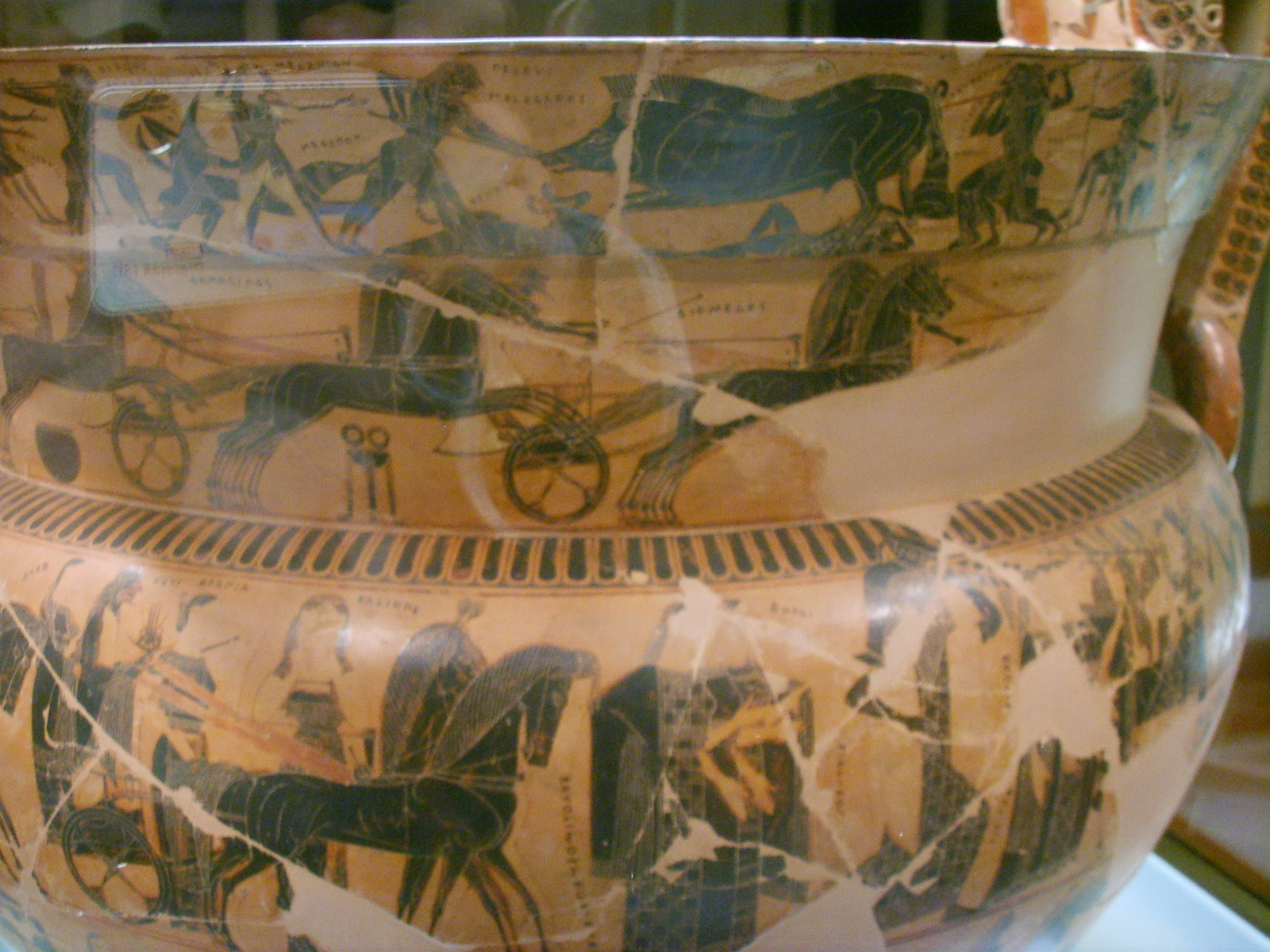
Vaso François, L'agguato di Achille a Troilo, cratere a figure nere, 570 a.C., da Vulci (Firenze, Museo Archeologico).

Verso l'ultima fase della guerra di Troia, Achille, perduto l'amico più caro Patroclo e stufo delle schiave con cui sollazzarsi, s'innamora follemente della popolana Polissena, cittadina troiana. Già da qualche tempo si frequentano nascostamente, ma dopo un po' Polissena, nonostante gli impegni di Achille per la guerra, decide di spostarlo in un tempio poco lontano da Troia. La cerimonia si sarebbe dovuta svolgere a notte tarda con solo pochi testimoni amici sia di Achille che della sposa. Ma Polissena ha di nascosto complottato contro l'eroe e prima dell'inizio della celebrazione, nel tempio, la ragazza fa un cenno a Paride, nascosto dietro una colonna, che trafigge con le sue frecce il tallone di Achille, facendolo morire di un dolore atroce.
Infatti la ragazza troiana voleva la morte dell'eroe per un preciso motivo. Molto tempo prima del primo incontro con Polissena, Achille si era perdutamente innamorato di un ragazzo nel pieno delle forze che combatteva al fianco dei troiani: Troilo, fratello di Polissena. Achille non sapeva del legame di parentela che univa i due, ma i sentimenti di affezione e di piacere che provava per il giovane erano troppo forti (anche perché l'amante Patroclo era già morto) e non riusciva più a contenere le sue intenzioni. Dato che il ragazzo si rifiutava di ricambiare il suo amore, un giorno Achille lo inseguì fino nel folto di un bosco, dove era edificato un tempio. Troilo si rifugiò lì dentro, nella speranza che il greco non lo raggiungesse, ma Achille gli saltò addosso abbracciandolo passionalmente. Ma la forza del desiderio era talmente forte che Achille finì per stritolargli il torace, uccidendolo.
Polissena per le nozze scelse lo stesso tempio dove era morto il fratello. Morto l'eroe, Gli amici di Achille, nascosti dietro degli alberi, si precipitano cercando di uccidere i due congiurati senza riuscirci, e riportano in lacrime il corpo dell'eroe nell'accampamento dove si accenderà una forte disputa per l'assegnazione delle armi divine che finirà con la vittoria di Ulisse e il suicidio di Aiace Telamonio per l'invidia.

### Il processo a Elena
Elena è stata rapita da Paride durante un banchetto a Sparta, e Menelao ha coinvolto tutta la Grecia nella battaglia contro la città nemica per riprendersi l'amata sposa. Durante l'assedio a Troia, durato dieci anni, sono successe molte cose: il litigio tra Achille e il re Agamennone, la morte di Patroclo per mano di Ettore, principe dei troiani e la morte di quest'ultimo per mano dello stesso Achille. Il tutto è successo mentre Paride ed Elena si amavano teneramente nella loro stanza nel palazzo di Priamo. Luciano De Crescenzo in questo capitolo esprime la sua opinione riguardo alla regina di Sparta.

### Il cavallo di Troia

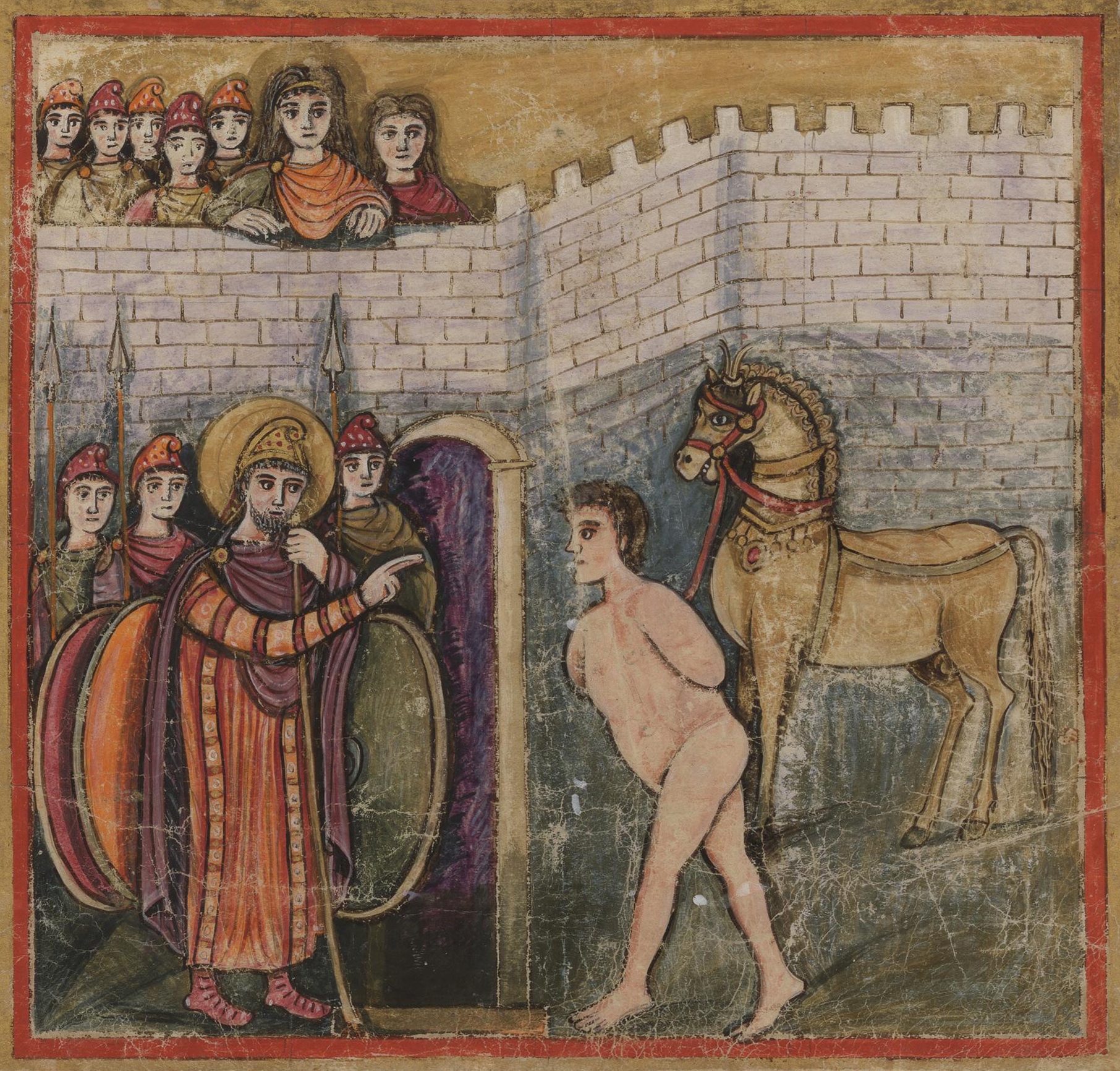
Sinone, cugino di Ulisse, viene catturato dalle guardie di Priamo e condotto a Troia col cavallo di legno (Biblioteca Ambrosiana)

Giunti al decimo anno della guerra, i greci non ne possono più: la scusa di Menelao di riprendersi la sposa non regge più e i soldati (e anche Agamennone) vogliono tornarsene a casa per riabbracciare le famiglie. Così l'eroe più astuto di tutti Ulisse pensa di costruire un grande cavallo di legno che possa contenere un buon numero di valorosi per entrare in città e allo stesso tempo di far allontanare dietro un'isoletta vicina il resto dell'armata achea.
Avviene la costruzione che viene lasciata sulle rive del mare con un'iscrizione dedicata alla dea Atena. I troiani si recano a vedere il colosso, ma non sanno se bruciarlo o portarlo in città per onorare la dea; non credono neanche alla testimonianza del povero Sinone. Egli era cugino di Ulisse che lo ha usato per completare l'inganno ai troiani, facendolo trovare legato sulla spiaggia davanti ad un altare per i sacrifici dimodoché egli dicesse ai troiani di essere scampato alla morte mediante lo sgozzamento per una folata d vento fornita da Atena, facendo partire i greci per sempre.
Quando il sacerdote Laocoonte impreca gridando che il cavallo è un piano ordito da Ulisse per ingannare i troiani e la profetessa Cassandra urla che il mostro di legno vomiterà demoni nemici, Priamo i troiani decidono di lasciarli perdere e di portare il cavallo in città, distruggendo gran parte dell'arco delle Porte Scee per far entrare la costruzione. Quella notte i greci escono dal ventre del cavallo, facendo segnale alle navi in mare di avvicinarsi e si danno all'assedio più sfrenato, spazzando via Troia una volta per tutte.

### Il mito degli uomini belli

#### Adone

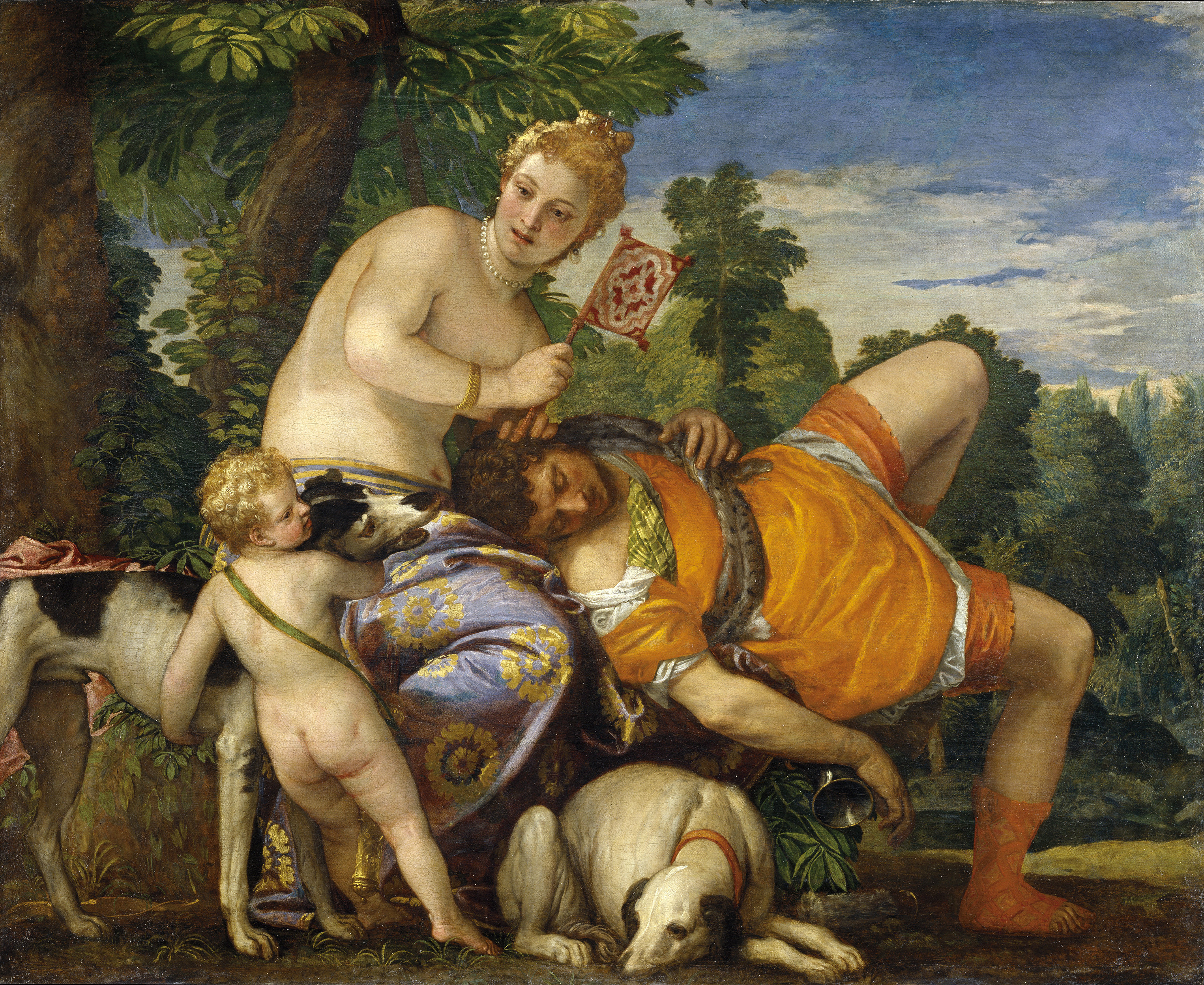
Paolo Veronese, Venere e Adone, Madrid, Museo del Prado

Adone è il simbolo stesso della bellezza. Egli era così splendido che perfino le dee Afrodite e Persefone (futura moglie di Ade, dio dell'Oltretomba) s'innamorano pazzamente di lui. Zeus stabilisce che entrambe siano a goderne i favori, ma Afrodite, scaltra come non mai, indossa la sua cintura della bellezza, consumando ben otto mesi d'amore con Adone. Persefone lo scopre e si reca da Ares, comunicandogli del tradimento della moglie sfacciata. Ares s'infuria come una belva e si trasforma in cinghiale, trafiggendo Adone mentre sta cacciando con Afrodite.

#### Titone
Titone è un pescatore troiano, amato follemente dalla de Aurora. Questa chiede al padre Zeus di rendere immortale il suo amore e il dio così fa, a patto che la dea non gli chieda più nient'altro per sempre. Aurora nemmeno fa caso alle ultime parole di Zeus e corre via ad abbracciare Titone. Passano così molti anni di amore puro e intenso, fino a quando Titone non comincia ad invecchiare, diventando sempre più brutto e raggrinzito. Infatti Aurora nella sua richiesta si era dimenticata di domandare a Zeus anche l'eterna giovinezza per Titone, ora decrepito e malconcio. Aurora scopre di non amare più quell'uomo e di essere impedita nel fare una seconda richiesta al padre. Perciò ordina che Titone venga rinchiuso in una grotta senza uscite, tranne una piccola apertura per consegnargli una ciotola di vivande.

#### La storia di Piramo e Tisbe

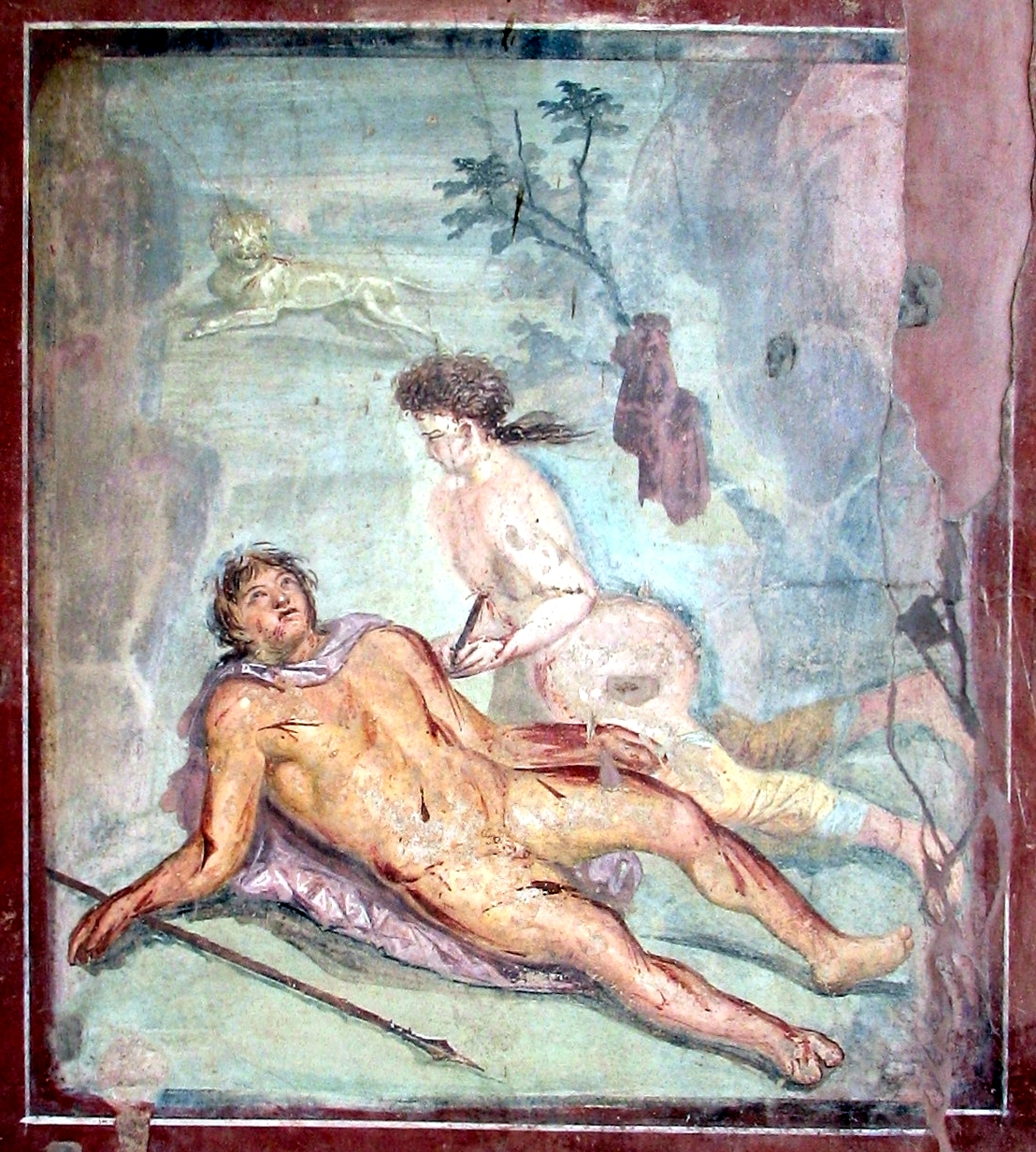
La morte di Piramo e Tisbe, affresco di Pompei

Secondo De Crescenzo, Piramo e Tisbe furono i primi Romeo Montecchi e Giulietta Capuleti della storia. La vicenda è ambientata nella città di Babilonia. Due famiglie si odiano intensamente, recandosi quasi sempre scherno e facendo accadere sempre furibonde liti e zuffe. Tuttavia una piccola briciola d'amore esiste tra i due casati: l'affetto di Piramo e Tisbe. I genitori sanno del loro rapporto e per questo li hanno fatti rinchiudere in due stanze, senza far sapere ai due che queste fossero adiacenti. Ma Piramo e Tisbe se ne accorgono e possono solo così comunicarsi piangendo dolci frasi d'amore.
Passati alcuni giorni, Piramo ha un'idea e propone a Tisbe che ognuno di loro, appena giunti i servi con il cibo, salti loro addosso, legandoli, e rubi le chiavi delle stanze, per poi recarsi lontano sotto un albero di gelso. Tisbe è entusiasta dell'idea e appena giunge la serva la tramortisce legandole e scappa sotto l'albero. Ma la giovane essendo vicina ad una sorgente intravede un leone feroce con la bocca sporca di sangue, reduce da un recente pasto e fugge via terrorizzata. Anche Piramo è riuscito a liberarsi, ma con un'ora di ritardo e si sta avviando speranzoso perso il luogo stabilito.
Intanto il leone, appena visto il panno con cui Tisbe si era camuffata caduto per terra, ci si pulisce il muso, squarciandolo. Giunge Piramo e vede il panno di Tisbe lacero e lordo di sangue e pensa il peggio: la morte violenta della sua Tisbe. Senza esitare, estrae un pugnale e si uccide. Pochi minuti dopo Tisbe, pensando che il leone si sia allontanato, arriva sul posto e vede il suo amore a terra, privo di vita. Tisbe piange e impreca contro i genitori nemici e poi senza emettere un gemito e senza versare una lacrima, si trafigge, mentre il suo sangue giunge fino alle radici dell'albero di gelso, macchiando tutti i fiori.

### Testore
Testore secondo la mitologia greca è il padre di Calcante, famoso indovino troiano convocato da Agamennone per la spedizione contro Troia. Testore aveva due figlie Teonoe e Leucippe; un giorno la maggiore viene rapita da dei pirati e il padre, mettendosi alla sua ricerca, incappa in una flotta di pirati e viene venduto come schiavo a Icaro, famoso figlio di Dedalo. Leucippe pensa anche lei di mettersi alla ricerca della sorella scomparsa e viene a sapere di doversi recare all'Oracolo di Delfi per scoprire la verità dalla Pizia. Per questo la fanciulla pensa bene di travestirsi da maschio e di mettersi in marcia. Nel tempio Leucippe, sempre travestita, viene a sapere che si deve recare alla corte di Icaro dove troverà quello che cerca e s'imbatte in Teonoe che s'innamora di lei. Rifiutando le proposte della ragazza, Leucippe viene punita mediante l'uccisione a opera di uno dei prigionieri di Icaro: tocca in sorte a Testore. Ma prima di compiere il tremendo gesto, Testore vuole confidarsi con il giovinetto e raccontargli la sua storia. Così padre e figlia si ricongiungono e di seguito scopriranno anche la vera identità di Teonoe e l'allegra famigliola, con l'appoggio di Icaro, tornerà sana e salva nella sua terra.

### Il mito di Prometeo

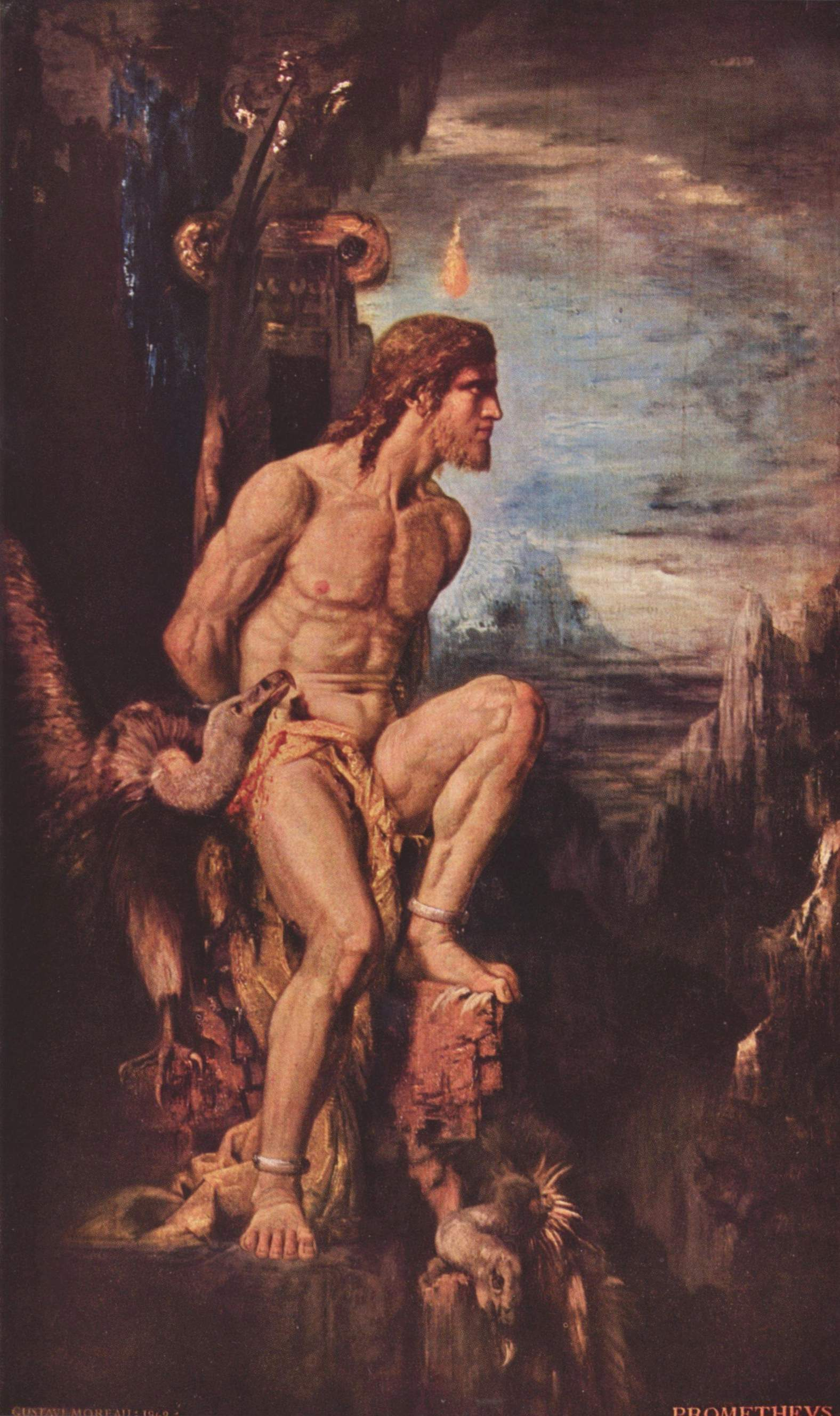
Prometeo incatenato, dipinto di Gustave Moreau (1868)

Prometeo è un titano, il primo custode dell'umanità creato da Zeus a sua immagine e somiglianza assieme al fratello Epimeteo. Da essi è nata la stirpe degli uomini, tuttavia priva di poteri. Mentre tutti gli altri animali possedevano una qualità, donatagli da Epimeteo sotto ordine degli dei, il titano si era dimenticato di darne qualcuno all'uomo, troppo spaurito per farsi aventi. Ebbene Prometeo decide di fare qualcosa: rubare un po' del fuoco per far sì che l'uomo potesse almeno riscaldarsi e cuocere le carni.
Prometeo riesce nell'impresa, ma Zeus scopre tutto e lo incatena. Infatti Prometeo già aveva avuto altri disguidi col padre degli dei, ad esempio rubava già nell'Olimpo per i suoi beniamini e una volta aveva addirittura sostituito la carne di un animale, squartato per un sacrificio, con le ossa e il grasso. Quindi ora prometeo è condannato ad essere incatenato mani e piedi ad una rupe e per di più tormentato da un'aquila che gli divora il fegato ogni giorno, per poi ricominciare il lavoro il dì oltre, dopo la ricrescita notturna dell'organo.

### Il mito di Admento ed Alcesti

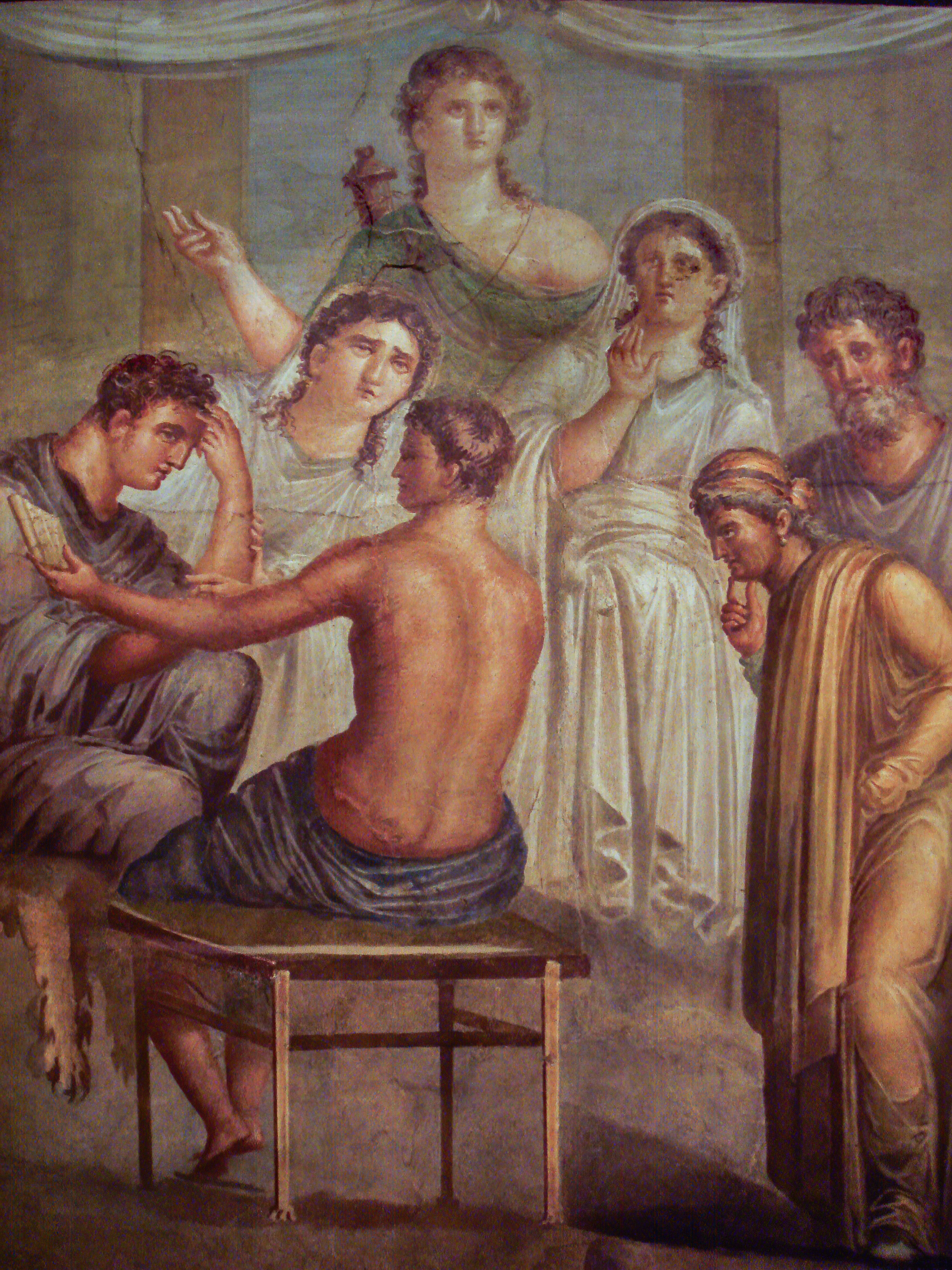
Admeto ed Alcesti, da un affresco romano ritrovato a Pompei

Due coniugi greci sono segnati da una grande tragedia. Admeto vuole il potere, ma i genitori non ne vogliono sapere, finché non chiede aiuto ad Ade il signore dei morti. Questi glielo dà e lo fa regnare per molti anni a condizione che alla fine questi gli consegni un'anima. Admeto accetta ma al momento di pagare il prezzo non riesce a trovare una persona da uccidere e che soprattutto decida di morire al posto suo. Così Alcesti viene a saperlo di nascosto e ritiene di sacrificarsi lei per il bene del marito. Admeto è disperato e solo Eracle riesce a salvare la situazione riscattando l'anima di Alcesti nell'Ade e a riportare la sposa in vita.

### Ercole e le dodici fatiche

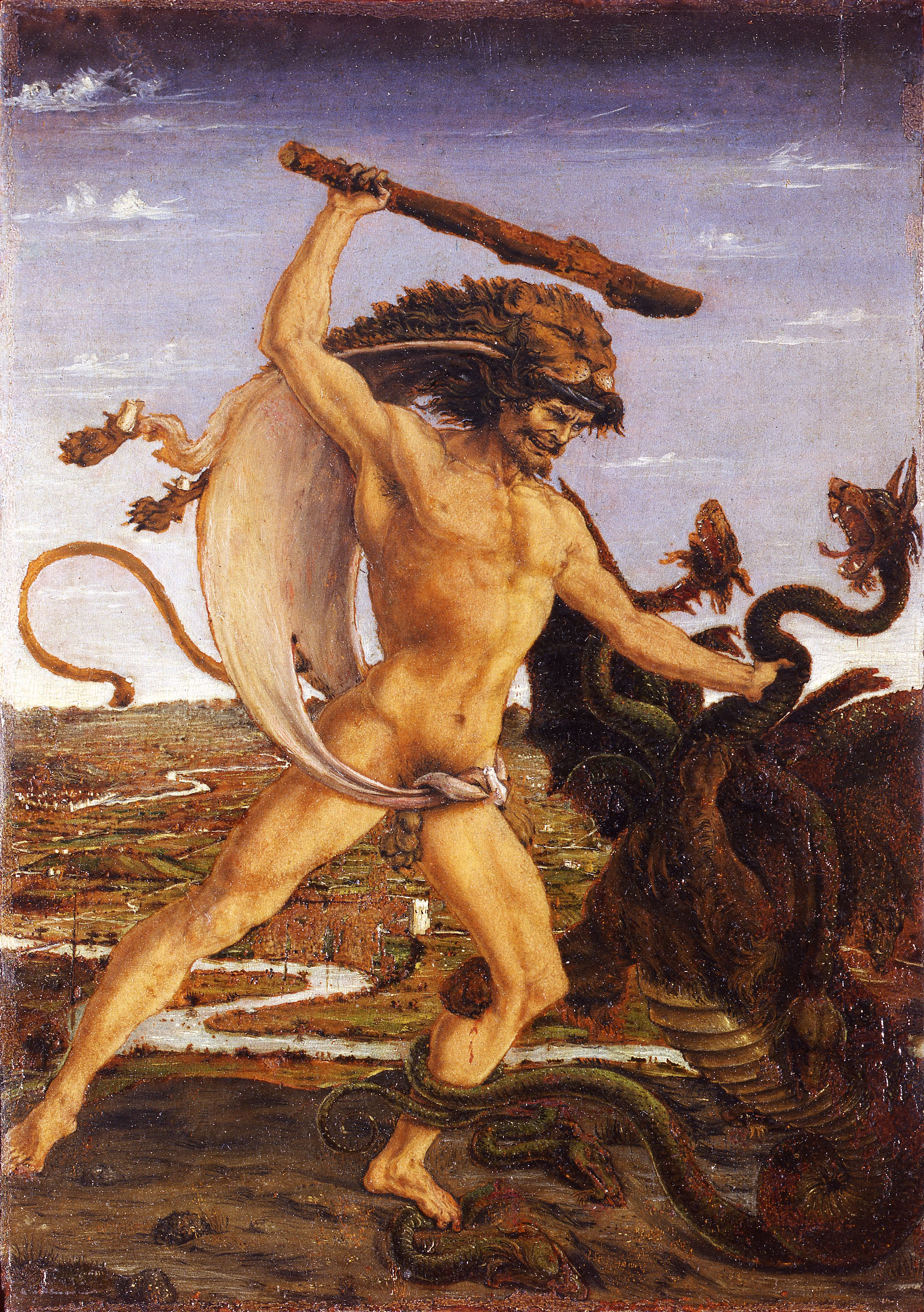
Ercole e l'idra (dipinto di Antonio Pollaiolo)

Il grande eroe Eracle è nato dall'unione di Zeus con una mortale: Alcmena. Come riporta Plauto nella sua commedia Amphitruo, Anfitrione era partito in una spedizione contro dei nemici e Alcmena era rimasta sola in casa. Al che, Zeus prende immediatamente le sembianze del marito, sostenuto dal figlio Ermes che si tramuta nel servo Sosia, per consumare tre notti d'amore con la donna. Infatti il Padre degli Dei aveva ordinato alle Ore, al dio Sole e a tutti gli altri dei di far scendere sulla Terra la notte per tre giorni e tre notti, affinché i due non fossero disturbati. Venuto alla luce, il piccolo Eracle viene affidato alle cure di Dioniso per istruirlo nell'arte della musica e del ballo e dal centauro Chirone nell'arte della lotta e della guerra.
Divenuto ormai giovane Eracle compie dodici grandi imprese per volere di uno sciocco di nome Euricleo. L'eroe le risolve tutte quante per poi sposarsi in santa pace con una giovane mortale. Tuttavia dopo qualche anno Eracle e sua moglie s'imbattono in un centauro: Nesso che tenta di rapire Deianira, ma Eracle lo trafigge appena in tempo. Negli ultimi istanti di vita Nesso si rivolge a Deianira dichiarandole di intingere una tunica nel suo sangue e di metterlo sulle spalle del marito, se questi un giorno si fosse innamorato di un'altra. Deianira bagna la camicia del sangue e si accorge che dopo qualche anno ancora Eracle non comincia più a darle le attenzioni di un tempo, così gli mette la tunica. In realtà il centauro aveva mentito perché il suo sangue è avvelenato e si attacca alla pelle causandole dolori micidiali tanto che Eracle, pazzo di follia, erige una pira e vi si dà fuoco.

### Il mito di Teseo ed Arianna
Il giovane eroe greco Teseo viene a sapere che nell'isola di Creta il re Minosse preleva dalla Grecia un gruppo di giovani maschi e femmine per darli in pasto al suo figlio disgraziato: il Minotauro. Questi è un essere metà uomo e metà toro, rinchiuso in un grande labirinto costruito da Dedalo e Icaro. Teseo parte con un gruppo di compagni per ucciderlo, arrivato si reca a palazzo dove incontra la bellissima principessa Arianna che lo aiuta nell'impresa: lei gli dona un gomitolo di lana in modo che l'ero possa trovare la via del ritorno nel labirinto, senza perdersi.
Infatti il trucco riesce: Teseo dopo un po' nel labirinto trova alcuni cadaveri dei suoi compagni e infine la mostruosa bestia che uccide con un colpo di spada ben assestato. Infine l'eroe ritorna verso la Grecia portandosi con sé Arianna che ben presto abbandona, mentre lei dorme, nell'isola abitata dal dio Dioniso. Tuttavia il fato si vendica contro Teseo: questi si dimentica di issare la vela bianca, simbolo della vittoria e lascia quella nera, segno della sua morte e il padre, vedendo la barca ritornare, si lascia cadere in mare da una rupe.

### Le donne di Lemno
Giasone accetta e si mette in viaggio arruolando una schiera di volontari, tra i quali Eracle, Laerte e molti genitori dei grandi eroi che oggi conosciamo. Così gli Argonauti partono per la Colchide e facendo prima sosta si fermano nell'isola di Lemno. Questo è un luogo abitato da sole donne, punite da Afrodite con il puzzo, per un mancato sacrificio, costrette a emanare fetore per l'eternità. Giasone approda, ma non tiene conto all'odore e si unisce alla regina Ipsipile, e i compagni con le popolane in un'enorme orgia. Solo dopo settimane gli eroi si decidono a ripartire superando voragini grazie all'aiuto degli dei e uccidendo feroci arpie garantendosi il buono auspicio da un indovino cieco, fino ad arrivare alla terra del Vello.

### Gli Argonauti e il Vello d'Oro
Per gran parte del libro De Crescenzo racconta il famoso mito degli Argonauti, ispirandosi al poema Le Argonautiche di Apollonio Rodio. Giasone è un giovane figlio di un potente re, spodestato però dal crudele fratello. Così l'eroe vive gran parte della sua infanzia in povertà non sapendo le sue origini fino a quando non viene a saperlo da una dea al quale, travestita da vecchia, dà una mano ad attraversare un impetuoso fiume. Nella traversata il giovane Giasone perde un sandalo, ma la dea lo rassicura rivelandogli che compirà grandi imprese e di recarsi subito alla corte dello zio per reclamare il trono. Lo zio, riconoscendo il nipote, non vuole cederglielo, ma inventa una scusa raccontando di un famoso "Vello d'oro" custodito da creature magiche nella lontana Colchide e di volerlo ottenere in cambio del trono.

### Il mito di Medea

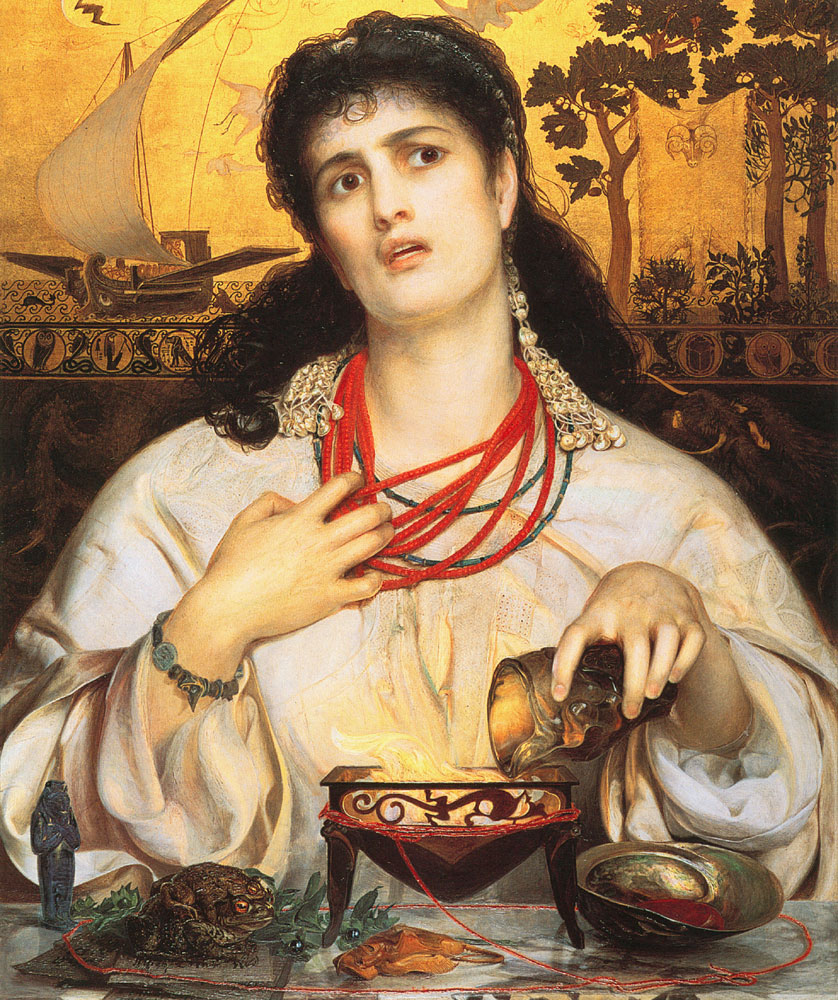
Medea mescola le sue pozioni, dipinto di Anthony Frederick Augustus Sandys

Giasone e i compagni vengono ricevuti a corte del nobile re Eete, sovrano della Colchide, e l'eroe s'innamora immediatamente della bella maga Medea la quale anch'essa s'invaghisce. Per salvarlo dalle trappole di Eete messe appositamente per impedire la conquista del Vello, la maga lo aiuta nell'impresa, consigliandogli prima di far crescere dei guerrieri dalla terra e poi con un trucco di fare in modo che si uccidano tra loro, e poi facendo addormentare il custode: un potente drago sputafuoco. Alla fine Giasone, tradendo la fiducia del re, fugge via con Medea, il vello e il fratello minore di questa che poi verrà ucciso per rallentare le barche del sovrano.
A Iolco Pelia non ne vuole sapere di cedere il trono al principe, così Medea usa un altro dei suoi trucchi magici per spianare la strada al marito. Medea si traveste da vecchia e si reca a corte, facendosi annunciare come divinatrice e maga. Infatti la donna comunica a Pelia di essere in grado di ringiovanirlo, immergendolo in un calderone di acqua bollente. Il re non ci crede, ma dopo un altro abile tranello di Medea che consiste nell'immersione di un vecchio capro per poi tirare fuori dalla pentola un agnellino, le figlie di Pelia accettano la proposta e con la forza lo gettano nel calderone, uccidendolo. Così Giasone assume il comando, ma dopo un po' deve prendere accordi con un popolo nemico, sposando Glauce, la figlia del monarca. Medea monta su tutte le furie, giacché era felice con suo marito, dandogli alla luce anche due bei figli, ma Giasone è irremovibile e compie il sacro rito. Medea è fuori di sé e lo è ancora di più quando discute con Giasone, il quale le comunica che non prova alcun rimorso, anzi è dispiaciuta che la moglie non capisca la situazione propizia e conclude il discorso offendendola in quanto donna, quindi essere inferiore.
Il destino di Giasone e dei suoi nuovi parenti è segnato: Medea cuce una tunica, immergendola nel veleno, e la consegna come regalo a Glauce. Questa la indossa subito ed è subito avvolta dalle fiamme. Tutti quelli che cercano di strapparle l'abito di dosso prendono fuoco, e le sofferenze non cessano neanche quando Glauce si getta in una fontana cercando di spegnere le fiamme. Alla poverina non resta che gettarsi da una rupe, e così farà anche il padre. Mentre Giasone, disperato assiste alla scena, Medea nella sua casa assassina i due infanti, sgozzandoli, per completare il suo piano di vendetta. Giasone giunge e alla vista del massacro si avventa contro l'assassina, ma questa si libra in alto verso il cielo.

## Edizioni
- Luciano De Crescenzo, I grandi miti greci a fumetti, vol. 3, Mondadori-De Agostini, 1995, ISBN 88-04-41399-9